# 다카야스야마역
다카야스야마역(일본어: 高安山駅)은 일본 나라현 이코마시에 위치한 긴키 닛폰 철도 니시시기강삭 선의 철도역이다. 이 노선의 종점역이기도 하며, 역 번호는 Z 15이며, 두단식 승강장 2면 1선의 구조를 갖춘 지상역이다.

## 역사
- 1930년 12월 15일 : 시기산 전철 강삭선 및 철도선 개통과 동시에 개업.
- 1931년 11월 2일 : 시기산 철도가 시기산 급행 전철로 사명을 변경해, 이 회사의 역이 됨.
- 1944년
  - 1월 7일 : 강삭선 · 철도선이 불요 불급선으로서 휴업함.
  - 4월 1일 : 회사 합병에 의해, 간사이 급행 전철의 역이 됨.
  - 6월 1일 : 회사 합병에 의해, 긴키 닛폰 철도의 역이 됨.
- 1957년 3월 21일 : 강삭선이 긴키 닛폰 철도 니시시기강삭 선으로서 영업 재개. 철도선 폐지.

## 인접 역
| 긴키 닛폰 철도 니시시기강삭 선 | 긴키 닛폰 철도 니시시기강삭 선 | 긴키 닛폰 철도 니시시기강삭 선 |
| ------------------------------ | ------------------------------ | ------------------------------ |
| Z14 시기산구치 시기산구치 방면 | Z 니시시기강삭 선              | 시·종착역                      |